# Certima leucaniata
Certima leucaniata är en fjärilsart som beskrevs av W. Warren 1905. Certima leucaniata ingår i släktet Certima och familjen mätare. Inga underarter finns listade i Catalogue of Life.